# Leptopterna ferrugata
Espèce
Leptopterna ferrugata est une espèce d'insectes du sous-ordre des hétéroptères (punaises). 

## Répartition
Elle est commune en Europe et est passée en Amérique du Nord.

## Biologie

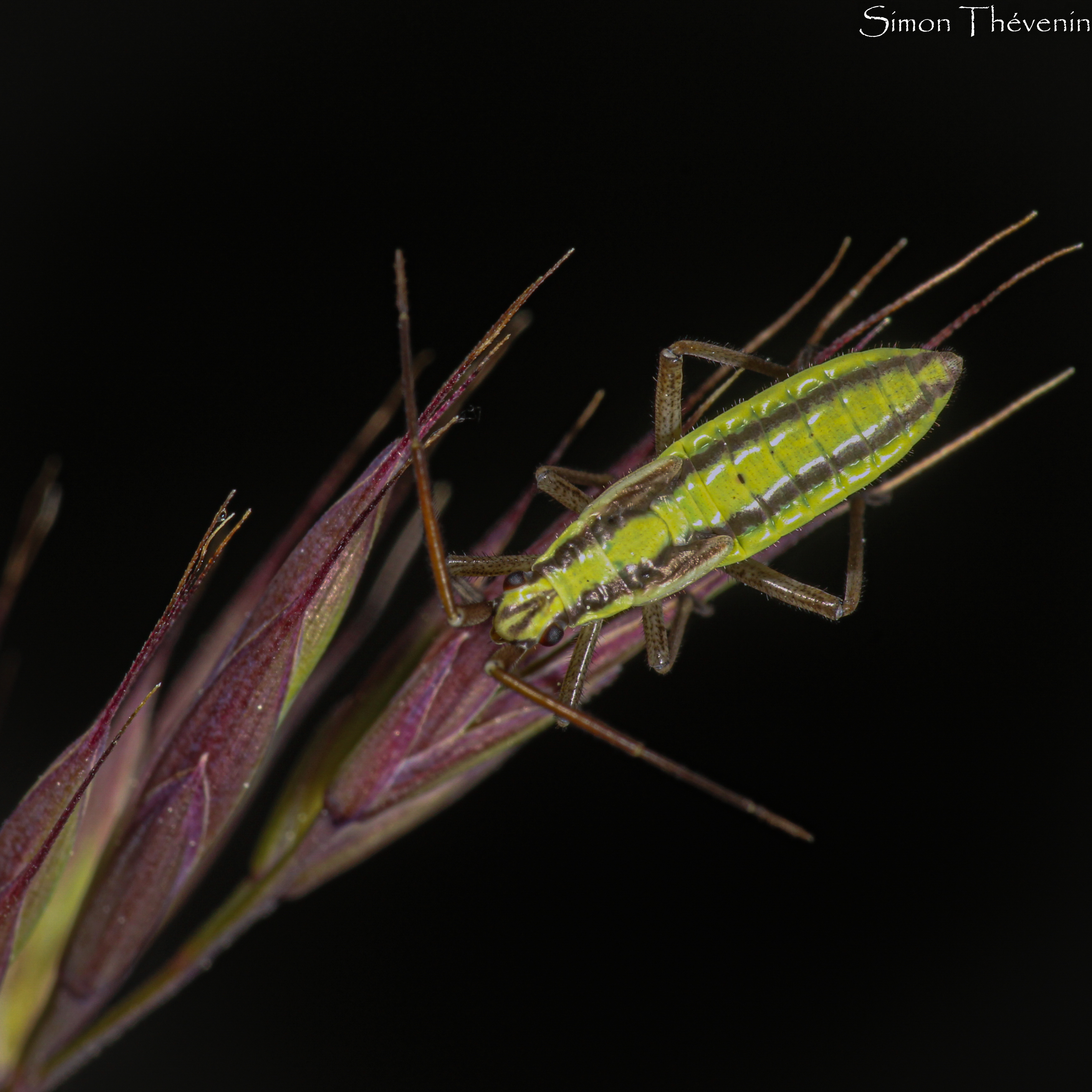
Leptopterna ferrugata, larve.

Leptopterna ferrugata se nourrit de graminées.

## Classification
Le nom valide complet (avec auteur) de ce taxon est Leptopterna ferrugata (Fallén, 1807).
L'espèce a été initialement classée dans le genre Miris sous le protonyme Miris ferrugatus Fallen, 1807.
Leptopterna ferrugata a pour synonymes :
- Leptopterna discors (A.Costa, 1853)
- Leptoterna ferrugata
- Lopus discors A.Costa, 1853
- Miris ferrugatus Fallen, 1807